# Eisbären Berlin
Eisbären Berlin (Isbjörnarna Berlin) är en ishockeyklubb i Berlin. Klubben bildades 1990 (som EHC Dynamo Berlin) då ishockeysektionen i SC Dynamo Berlin (bildad 1954) bröt sig ur. Klubben fick sitt nuvarande namn 1992.  Eisbären Berlin är en av ursprungsklubbarna i Deutsche Eishockey Liga, och har bilvit mästare år 2005, 2006, 2008, 2009, 2011, 2012, 2013, 2021 och 2022.

## Historia

### Bakgrund
Eisbären Berlins historia går tillbaka till 1950 då ishockeysektionen i SV Deutsche Volkspolizei Berlin bildades. År 1951 spelade SV Deutsche Volkspolizei sin första match, mot BSG Einheit Berliner Bär. Föreningen blev populär och blev även Berlin-mästare. År 1952 spelade SV Deutsche Volkspolizei Berlin för första gången i Östtysklands ishockeyserie. Laget åkte ur högstaserien 1952 och klubben antog namnet SG Dynamo Berlin (ej att förväxla med den senare sportklubben SC Dynamo Berlin) i början av 1953. Efter en säsong som obesegrade kunde man åter kvalificera sig för högstaligan, men efter beslut från den politiska ledningen stoppades avancemanget och laget skulle istället slås samman med BSG Chemie Weißwasser för att bilda SG Dynamo Weißwasser. De bästa spelarna, såsom Frenzel och Wolfgang Nickel, delegerade således till SG Dynamo Weißwasser. De spelare som var kvar fortsatte att spela under det gamla namnet men fick börja om i Berzirksliga. SG Dynamo Berlin blev senare ishockeysektionen i SC Dynamo Berlin.

### SC Dynamo Berlin

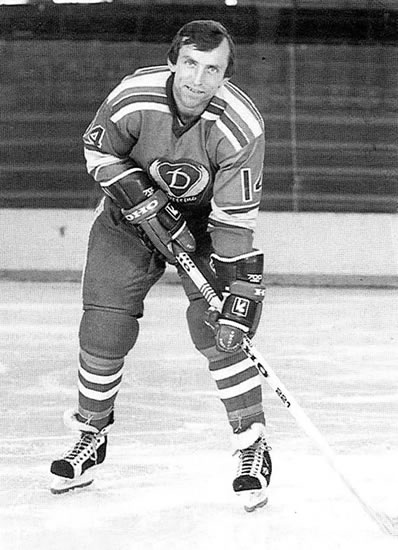
Dietmar Peters under sin tid i SC Dynamo Berlin.

Ishockeysektionen i SG Dynamo Berlin omorganiserades år 1954 i den nybildade sportklubben SC Dynamo Berlin. Laget kvalificerade sig åter för högstaserien DDR-Oberliga men förbundet valde att bara ha fyra lag i serien och förhindrade därmed ett avancemang. Först efter att HSG Wissenschaft HU Berlin upplöstes kunde SC Dynamo Berlin ta platsen i DDR-Oberliga. De första åren var konkurrenterna SG Dynamo Weisswasser, SC Einheit Berlin och SC Wismut Karl-Marx-Stadt starkare. 
Under dessa åren varierade serieutformningen mycket mellan olika säsonger men antalet lag om att utökas till att omfatta åtta stycken. 1966 blev SC Dynamo Berlin för första gången östtyska mästare efter en 2-1-seger mot SG Dynamo Weißwasser. 1967 kunde man försvara titeln vilket även skedde 1968. 1970 genomfördes återigen en förändring, nu en drastisk sådan. Den politiska ledningen valde att bara låta SC Dynamo Berlin och SG Dynamo Weißwasser vara kvar som elitlag och övriga lag degraderades till att vara fritidslag och fick inte delta i seriespelet och finansiellt stöd drogs tillbaka. Ishockeyn ansågs vara för dyr och chanserna till internationella framgångar för liten. De kommande 20 åren kom därför mästerskapet att avgöras mellan två lag i vad som kallades "världens minsta liga".
SC Dynamo Berlin blev östtyska mästare sammanlagt 15 gånger.

### Eisbären Berlin

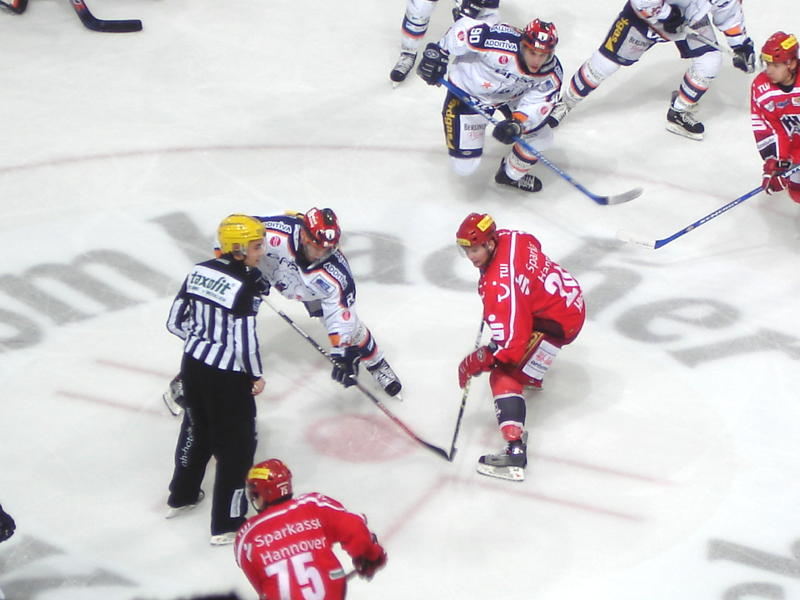
Eisbären i DEL.

Östtysklands försvinnande och upplösandet av SV Dynamo förde med sig en ny situation för SC Dynamo Berlin. År 1990 bröt sig ishockeysektionen ur föreningen och bildade ishockeyklubben EHC Dynamo Berlin. År 1992 antog EHC Dynamo Berlin sitt nuvarande namn EHC Eisbären Berlin. År 2005 blev laget för första gången tyska mästare under lockout-säsongen i NHL. Från NHL hämtades Olaf Kölzig, Erik Cole och Nathan Dempsey och man vann efter tre raka segrar i finalserien mot Adler Mannheim. 2007 blev man återigen mästare. 2008 började man spela i O2 World Berlin och kunde försvara mästertiteln efter finalseger mot DEG Metro Stars.

## Hemmaarena

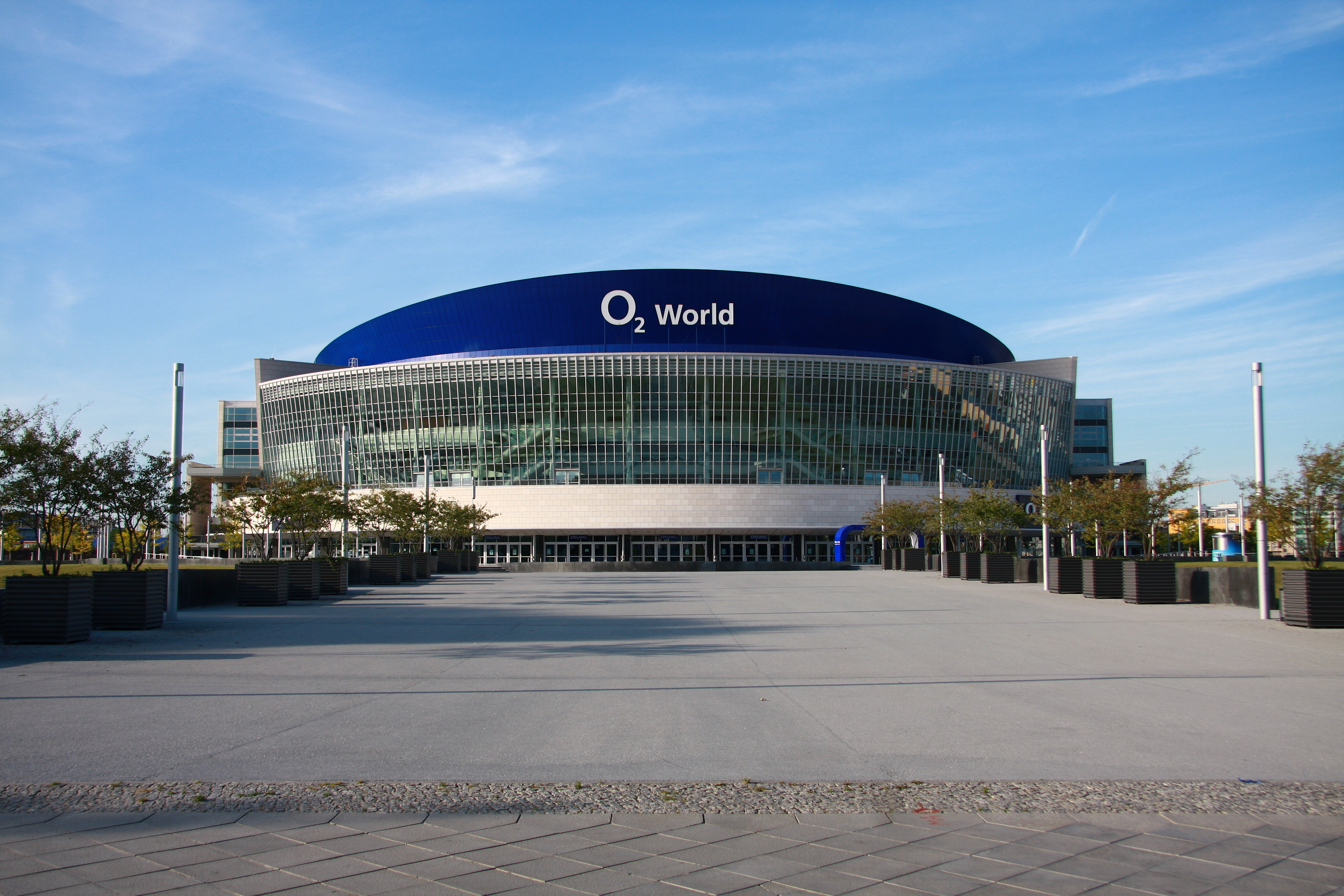
Eisbären Berlins hemmaarena O2 World.

Fram till säsongen 2007/2008 spelade Eisbären Berlin sina hemmamatchen i ishallen i det stora idrottskomplexet Sportforum Hohenschönhausen i Alt-Hohenschönhausen (tidigare benämnt "Dynamo-Sportforum") i nordöstra Berlin. Ishallen byggdes år 1963 och har plats för 4695 åskådare. På grund av det korrugerade tenntaket kom ishallen i folkmun att kallas för "Wellblechpalast", som på svenska betyder ”det korrugerade tennpalatset”. 
Säsongen 2008/2009 flyttade klubben sina hemmamatcher till Mercedes-Benz Arena (tidigare benämnd O2 World). Mercedes-Benz Arena byggdes mellan 2006 och 2008 och är belägen vid floden Spree. Arenan är en multisportarena och har plats för 14 200 åskådare vid ishockeymatcher. Eisbären Berlin använder dock fortfarande ishallen i Sportforum Hohenschönhausen för träningar.